# اوتاویو کولیاتی
اوتاویو کولیاتی (ایتالیایی: Ottavio Cogliati; ۴ ژوئن ۱۹۳۹ – ۲۰ آوریل ۲۰۰۸) دوچرخه‌سوار اهل ایتالیا بود.
وی در مسابقات کشوری و بین‌المللی در مجموع برندهٔ ۱ مدال طلا شده‌است.